# Guinguette

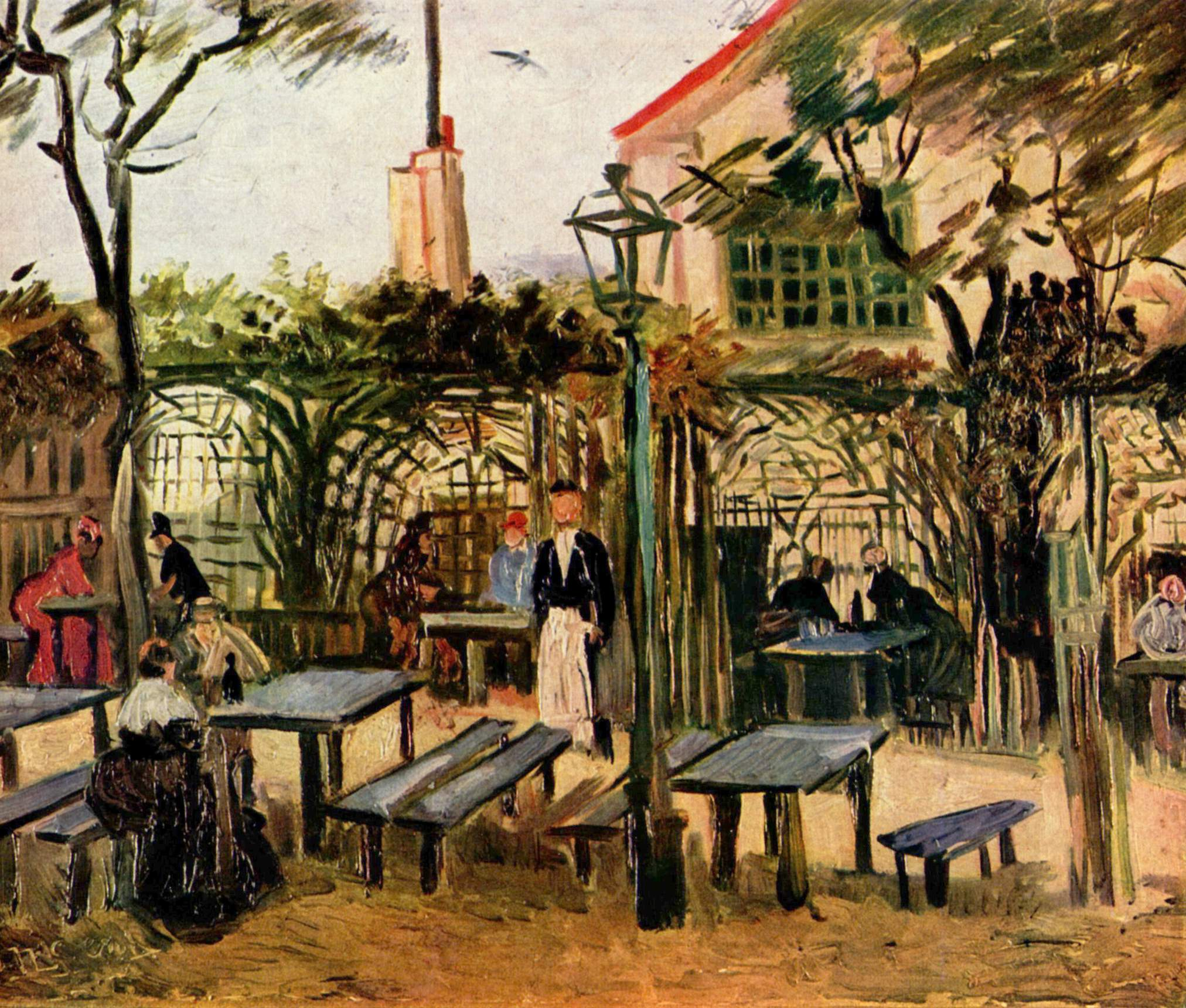
Vincent van Gogh, La guinguette (1886)

Le guinguette erano popolari strutture per bere situate nella periferia di Parigi e in altre città della Francia. Le guinguette servivano anche come ristoranti e, spesso, come locali da ballo. 
L'origine più probabile del nome - per quanto dibattuta - è indicata nel termine « guinguet », un vinello bianco acidulo e a buon mercato prodotto nell'Île-de-France.
Questi tipi di locali a clientela popolare proliferarono soprattutto nelle periferie urbane o nelle zone rurali, ma a partire dal 1820 fiorirono anche nei grandi centri, in particolare a Parigi, dove gli operai, alla domenica o nei giorni di festa, si ritrovavano per divertirsi ma anche per discutere e formare associazioni.